# Saint-Alphonse-Rodriguez
Saint-Alphonse-Rodriguez är en kommun i provinsen Québec i Kanada. Den ligger i regionen Lanaudière, i den sydöstra delen av landet, 180 km nordost om huvudstaden Ottawa.